# Sycozoa anomala
Sycozoa anomala är en sjöpungsart som beskrevs av C.S. Millar 1960. Sycozoa anomala ingår i släktet Sycozoa och familjen Holozoidae. Inga underarter finns listade i Catalogue of Life.